# Darcey Bussell
Darcey Andrea Bussell, née le 27 avril 1969 à Londres, est une danseuse étoile britannique.

## Biographie
Darcey Bussell, de son nom patronymique Marnie Mercedes Darcey Pembleton Crittle, est née à Londres le 27 avril 1969 d'un père australien, John Crittle, et d'une mère anglaise, Andrea. Après la séparation de ses parents, alors qu'elle est âgée de trois ans, Darcey est adoptée par le nouveau mari de sa mère, le dentiste australien Philip Bussell. Elle le considère comme son père, au contraire de son père biologique, dont elle dit qu'il "n'a jamais fait partie de sa vie" et avec qui elle refuse de reprendre contact une fois adulte. Après avoir passé quelque temps en Australie, elle s'installe à Londres avec sa mère et son père adoptif.
En 1997, Darcey Bussell épouse le banquier australien Angus Forbes à Cherwell, Oxfordshire et vivent à Kensington. De cette union, naissent deux filles : Phoebe Olivia et Zoé Sophia Forbes. Toutes deux ont vu le jour au Royal Borough of Kensington and Chelsea de Londres, la première en 2001 et la seconde en 2004. Depuis le début de 2008, la famille vit en Australie à Sydney, mettant un point d'honneur à habiter dans une maison écologiquement saine.

## Carrière

### La ballerine
Dans un premier temps, Darcey Bussell a été scolarisée à la Arts Educational School, une école de formation à la danse et à la musique basée à Londres. Ce n'est qu'à l'âge de 13 ans qu'elle commence à s'intéresser sérieusement à la danse et qu'elle intègre la Royal Ballet Lower School basée à White Lodge, Richmond Park, qui accueille des jeunes danseurs âgés de 11 à 16 ans. De son propre aveu, la première année lui est très difficile, tant mentalement que physiquement. Diplômée en 1985, Darcey complète sa formation artistique pendant deux ans à l'Upper School du Royal Ballet, ce qui lui permet de faire ses premiers pas sur la scène de Covent Garden. L'année suivante, elle remporte le prestigieux Prix de Lausanne et intègre le Sadler's Wells Royal Ballet pour la saison 1987/88.
Alors qu'elle n'est encore que membre du corps de ballet, le chorégraphe Kenneth MacMillan remarque son talent exceptionnel et lui offre en 1988 le rôle principal de sa création The Prince of the Pagodas, commandé par le Royal Ballet. Un an après, en décembre 1989, Darcey Bussell est nommée danseuse étoile le soir de la première représentation. Âgée de seulement 20 ans, elle est, à l'époque, la plus jeune danseuse à recevoir cet honneur.
Au cours de sa prolifique carrière, Darcey Bussell a dansé la plupart des rôles principaux des ballets les plus connus. Son répertoire inclut, entre autres, la princesse Rose dans The Prince of the Pagodas et Masha dans Winter Dreams (tous deux chorégraphiés par MacMillan), la princesse Aurore dans La Belle au bois dormant, Odette/Odile dans Le Lac des cygnes, Nikiya et Gamzatti dans La Bayadère, la fée Dragée dans Casse-noisette, ainsi que les rôles titre de l'L'Histoire de Manon et de Giselle.

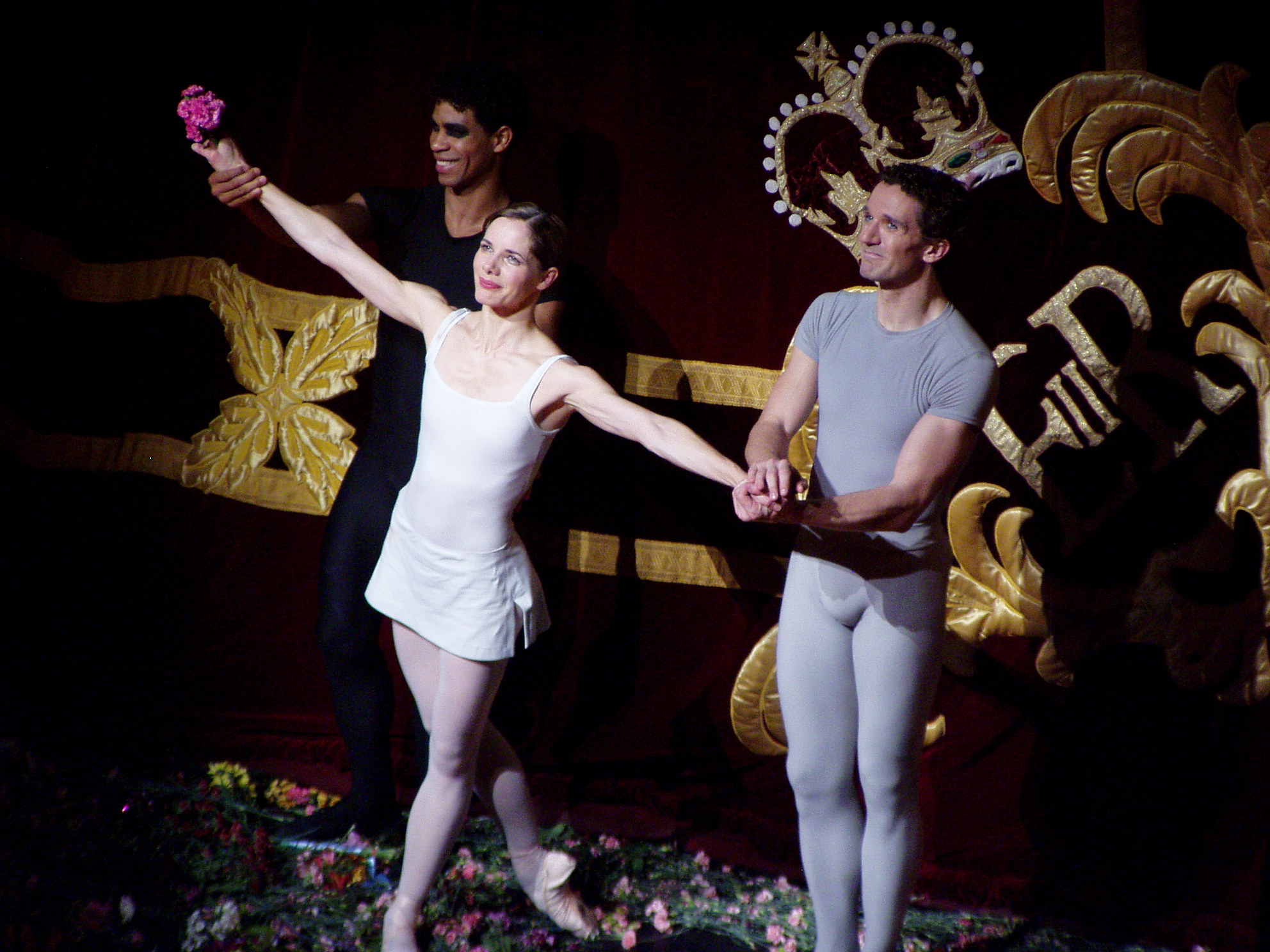
Darcey Bussell, Carlos Acosta et Gary Avis à l'occasion du gala d'adieux de la ballerine à la scène le 8 juin 2007

Les années de danse intensive ont usé prématurément son corps : une ostéoporose post-traumatique importante des hanches et de la cheville, ainsi que des dorsalgies récurrentes la poussent à prendre une retraite prématurée. Ses adieux à la scène ont lieu le 8 juin 2007 aux accents de la musique de Gustav Mahler: Das Lied von der Erde de Kenneth MacMillan un de ses mentors. Compte tenu de la très grande notoriété de la ballerine, la soirée est retransmise en direct sur les antennes de BBC Two. L'ovation qui suivit sa prestation dura plus de huit minutes. Elle ne quitte toutefois pas totalement le monde de la danse. Membre et mécène de l'Association Internationale des Enseignants de la Danse, elle rejoint le corps d'enseignement de la Sidney Dance Company et reste inscrite à l'effectif du Royal Ballet comme étoile invitée.
Elle est honorée du Prix Carl Alan Award pour sa contribution à la danse.
À côté de son métier de ballerine, Bussell cumule de multiples activités.

### L'écrivain
Depuis sa retraite, elle prend le temps d'écrire des livres pour enfants et a publie, depuis 2008, vingt-six tomes de Les Ballerines magiques (The Magic Ballerina), parus en France dans la collection Bibliothèque rose aux éditions Hachette. La série relate l'histoire d'une fille nommée Daphnée Beaujour qui a des chaussons magiques offerts par sa professeur de danse. Ils conduisent à Enchantia, un monde magique du ballet.
Darcey Bussell a également coécrit The Young Ballerina avec l'école du Royal Ballet ainsi que l'introduction du livre de Barbara Newman, The Illustrated Book of Ballet, qui est une promotion pour cinq ballets où la ballerine a dansé.
Elle avait déjà rédigé deux livres sur la méthode Pilates.

### La créatrice de modèles
Darcey Bussel a élaboré de nombreux modèles de vêtements pour Mulberry, Bruce Oldfield et Marks & Spencer. Elle a également posé pour les photographes de Tatler, Vogue et Vanity Fair. Elle s'est prêtée à une campagne promotionnelle pour la De Beers avec un diamant dans la bouche.

### Autres activités
Elle interprète sa propre vie dans une comédie, The Vicar of Dibley, diffusée par BBC One en 1998.
Bussell a récemment fait équipe avec Katherine Jenkins dans le but de monter un spectacle chanté et dansé, inspiré des comédies musicales et en hommage à diverses artistes qui les ont inspirées, dont Madonna et Judy Garland. Avec un budget d'un million de livres, le spectacle est présenté à Manchester, au mois de novembre, sous le titre Viva la Diva dont Bussel et Jenkins interprètent un extrait en présence de la Reine aux 79e Royal Variety Performance retransmis par la télévision le 9 décembre 2007.
Bussell est membre du jury pour les finales des Strictly Come Dancing 2009,. Elle a dansé une jive avec le danseur professionnel Ian Waite lors de la demi-finale.
Darcey Bussel est faite Docteur ès Lettres honoraire de l'Université d'Oxford le 18 juillet 2009. Au cours de son discours d'intronisation, l'orateur note qu'elle « ajoute charme et imagination à la maîtrise technique, de sorte qu'elle allie la grâce de sa personnalité à celle de sa gestuelle... De plus, elle souhaite que ceux qui, d'aventure, n'ont pas pu accéder au Royal Opera House par la grande porte, apprécient le plaisir qu'apporte le ballet,. »
En avril 2010, Darcey Bussel est « marraine » du MS Azura, un bateau de croisière de 115 000 tonneaux affrété par P&O Cruises. Elle réalise une danse spécialement à cette occasion avec les danseurs du Royal Ballet et les élèves de la Royal Ballet School. Elle l'exécute lors de la réception au Mayflower Cruise Terminal de Southampton qui précède la traditionnelle rupture d'une bouteille de champagne sur le flanc du navire pour le baptiser.

## Filmographie
- La Bayadère, avec Altinai Assylmouratova, Irek Moukhamedov, Anthony Dowell et les danseurs du Royal Ballet ;
- Le Prince des Pagodes, avec Fiona Chadwick, Jonathan Cope, Anthony Dowell et les danseurs du Royal Ballet ;
- Sylvia, avec Roberto Bolle, Thiago Soares et les danseurs du Royal Ballet ;
- Mayerling, avec Viviana Durante, Irek Moukhamedov et les danseurs du Royal Ballet.

## Romans de Darcey Bussell
série Les Ballerines magiques

## Récompenses
- 1986 : Prix de Lausanne
- 1995 : Order of the British Empire (OBE)
- 2006 : Commander in the Order of the British Empire (CBE)
- 2009 : Docteur ès lettres honoraire de l'Université d'Oxford